# گیشو (خمیر)
گیشو، روستایی در دهستان رودبار بخش رویدر شهرستان خمیر در استان هرمزگان ایران است.
این روستا در فاصلهٔ ۳۰ کیلومتری شرق شهر رویدر واقع شده‌است.

## مردم و امکانات
مذهب مردم روستای گیشو اهل سنت و از شاخه شافعی هستند یعنی از پیروان امام محمد ادریس شافعی هستند.
این روستا دارای مسجد، دبستان، آب‌انبار و برکه است.

## کشاورزی
دارای ۱۰۰۰ اصله نخل دیم و ۱۰۰ من زمین زیر کشت می‌باشد.
در زمین کشت آن جو و گندم زیاد به بار می‌آید.

## جمعیت
بر پایه سرشماری عمومی نفوس و مسکن در سال ۱۳۹۵، جمعیت این روستا برابر با ۲۱۶ نفر (۶۸ خانوار) بوده‌است.